# Date (Fukushima)
Date è una città giapponese della prefettura di Fukushima.
Date occupa la metà orientale del bacino di Fukushima. La prefettura di Miyagi si trova al confine settentrionale. L'area era nota per la sericoltura. Oggi, la città è conosciuta per i suoi prodotti a base di frutta, tra cui pesche, cachi e altro ancora. Attualmente è organizzato nelle cinque ex città di Date, Hobara, Yanagawa, Ryozen e Tsukidate.

## Storia
Minamoto no Yoritomo ha assegnato l'area a Date Tomomune nel 1189. Tomomune ha costruito il castello di Takakogaoka nell'attuale paese di Hobara in Date City e fondò il Date Clan. Il clan ha preso il nome dalla terra. Nel 1889 c'erano 21 paese e villaggi. Questi combinati in 5 paese negli anni '50. Nel 2006, le cinque paese sono diventate Date City.

## Infrastrutture e trasporti

### Ferrovie
- JR East – Linee Regionali Tōhoku
  - Date
- Linea Abukuma Express
  - Takako - Kamihobara - Hobara - Ōizumi - Niida - Nitta - Yanagawa - Yanagawa Kibōnomori Kōen-mae - Tomino - Kabuto

### Strade
- Strada Nationale 4
- Strada Nationale 115
- Strada Nationale 349
- Strada Nationale 399[1]